# Buk-M1
Il Buk-M1 (cirillico: Бук-M1, nome in codice NATO: SA-11 Gadfly), anche noto come 9K37M1, è un sistema missilistico terra-aria a medio raggio di fabbricazione sovietica, sviluppato dal NIIP negli anni ottanta quale aggiornamento del Buk destinato alle forze armate sovietiche, tra le cui file è entrato in servizio nel 1983.
Progettato per neutralizzare missili da crociera, velivoli ad ala fissa e rotante fino a 32 km di distanza e 22.000 m di altitudine, è stato esportato all'estero con il nome di Gang.

## Storia
Subito dopo l'adozione del sistema di difesa aerea 9K37, con decreto del Comitato Centrale del PCUS del 1979 sono iniziati i lavori per un suo ulteriore ammodernamento. I test del sistema M1 vennero effettuati nel 1982. Con ricambi completamente intercambiabili con gli elementi della versione precedente, nel 1983 il sistema è stato immesso in servizio.

## Caratteristiche
In grado di ingaggiare fino a 6 bersagli contemporaneamente, le probabilità di abbattimento a distanze prossime ai 20 km erano state quantificate come segue:
- velivoli ad ala fissa: 60%
- missili da crociera: 40%
- elicotteri: 30-40%

Il sistema può essere schierato in soli 5 minuti, ed il tempo trascorso tra rilevazione del bersaglio ed il lancio è di circa 22 secondi.

## Versioni
Terrestri
- 9K37M1 Buk-M1: versione aggiornata del 9K37 Buk

## Utilizzatori

### Presenti
- Russia
- Georgia
- Bielorussia

### Passati
- Unione Sovietica
- Finlandia
- Siria